# Canton de Laon
Le canton de Laon est un ancien canton français située dans le département de l'Aisne et la région Picardie.

## Histoire

### Révolution française

Carte du canton de Laon en 1790.

Le canton est créé le 18 février 1790 sous la Révolution française.
Le canton est un canton uniquement urbain et comprenant une seule commune, celle de Laon, qui est son chef-lieu. Il est une subdivision du district de Laon qui disparait le 5 Fructidor An III (22 août 1795).
Lors de la création des arrondissements par la loi du 28 pluviôse an VIII (17 février 1800), le canton de Laon est rattaché à l'arrondissement de Laon.

### 1801-1973
L'arrêté du 3 vendémiaire an X (25 septembre 1801) entraine un redécoupage du canton de Laon qui est conservé. L'ensemble des 16 communes du canton de Bruyères (Arrancy, Athies, Bièvres, Bruyères-et-Montbérault, Chambry, Chérêt, Eppes, Festieux, Montchâlons, Orgeval, Parfondru, Ployart, Presles-et-Thierny, Vaurseine, Veslud et Vorges) rejoignent le canton. Trois communes du canton de Mons-en-Laonnois (Chivy-lès-Étouvelles, Clacy-et-Thierret et Étouvelles) et cinq communes du canton de Crépy (Aulnois, Besny-et-Loizy, Crépy, Molinchart et Vivaise). La commune de Nouvion-le-Vineux du canton de Chevregny est rattachée au canton. La composition communale est de 28 communes à la suite de cette recomposition.
En 1809, les communes de Ployart et de Vaurseine fusionnent et forment la commune de Ployart-et-Vaurseine. Le canton comprend 27 communes à la suite de cette fusion. En 1888, la commune d'Aulnois prend le nom d'Aulnois-sous-Laon. En 1897, Athies change de nom pour Athies-sous-Laon.
Par décret du 6 décembre 1948, la commune de Samoussy est détachée du canton de Sissonne pour être rattachée à celui de Laon,.

### Redécoupage de 1973
Le canton de Laon est supprimé par décret du 23 juillet 1973 et son territoire est scindée en 2 cantons, celui de Laon-Nord et celui de Laon-Sud. Ces deux nouveaux cantons disposent d'une fraction cantonale de la commune de Laon. Aulnois-sous-Laon, Besny-et-Loizy, Bucy-lès-Cerny, Cerny-lès-Bucy, Chambry, Crépy, Molinchart et Vivaise sont rattachées au canton de Laon-Nord tandis que Arrancy, Athies-sous-Laon, Bièvres, Bruyères-et-Montbérault, Chérêt, Chivy-lès-Étouvelles, Clacy-et-Thierret, Eppes, Étouvelles, Festieux, Montchâlons, Nouvion-le-Vineux, Orgeval, Parfondru, Ployart-et-Vaurseine, Presles-et-Thierny, Samoussy, Veslud et Vorges intègrent le canton de Laon-Sud. Le canton de Laon, a porté le code canton 0218, repris par le canton de Laon-Nord après la division du canton en 1973,.

## Représentation

### Conseillers généraux de 1833 à 1973
| Période | Période      | Identité                                                     | Étiquette           | Qualité |
| ------- | ------------ | ------------------------------------------------------------ | ------------------- | --- |
| 1833    | 1836         | Marie Charles Henri Philibert Le Carlier d'Ardon (1778-1860) | Conservateur        | Propriétaire, maire de Laon (1830-1832) Député (1815, 1819-1823, 1827-1834)                                                  |
| 1836    | 1871         | Victor Suin                                                  | Majorité dynastique | Conseiller d'arrondissement Avocat puis magistrat à Laon, membre du Conseil d'État Sénateur (1863-1870) Propriétaire à Paris |
| 1871    | 1877         | Louis Alexandre Vinchon                                      | Droite              | Avocat puis magistrat Maire de Laon (1863, 1871)                                                                             |
| 1877    | 1894 (décès) | Gaston Ganault                                               | Républicain         | Avocat à Laon Député (1871-1876 et 1881-1889) Adjoint au Maire de Laon                                                       |
| 1894    | 1925         | Georges Ermant                                               | Républicain modéré  | Architecte - Maire de Laon (1892-1919) Député (1897-1904) - Sénateur (1904-1930)                                             |
| 1925    | 1936 (décès) | Eugène Leduc                                                 | Rad.                | Adjoint au Maire de Laon |
| 1937    | 1940         | Marcel Levindrey                                             | SFIO                | Rédacteur dans une compagnie d'assurances sociales Maire de Laon (1935-1940)                                                 |
|         |              |                                                              |                     | |
| 1943    | 1945         | René Gérandal (1889-1977)                                    |                     | Notaire Maire de Laon (1940-1944) Nommé conseiller départemental en 1943                                                     |
|         |              |                                                              |                     | |
| 1945    | 1970         | Marcel Levindrey                                             | SFIO                | Maire de Laon (1944-1965) Député (1946-1958) Président du Conseil Général (1945-1948)                                        |
| 1970    | 1973         | Robert Aumont                                                | SFIO puis PS        | Professeur, chef de travaux de l'enseignement technique Maire de Laon (1977-1983) Elu en 1973 dans le Canton de Laon-Sud     |

### Conseillers d'arrondissement (de 1833 à 1940)
| Période                                  | Période | Identité                             | Étiquette | Qualité |
| ---------------------------------------- | ------- | ------------------------------------ | --------- | --- |
| 1833                                     | 1836    | Victor Suin                          |           | Avocat à Laon                                                                                               |
| 1836                                     | 1848    | Charles Henri Huet (1790-1851)       |           | Président du Tribunal civil de Laon                                                                         |
|                                          |         |                                      |           | |
|                                          | 1922    | René Debrotonne                      |           | Agriculteur, maire de Bucy-lès-Cerny                                                                        |
| 1922                                     | 1928    | Eugène Leduc (1880-1932)             | Radical   | Maire d'Athies-sous-Laon puis adjoint au maire de Laon, Président de la Fédération radicale de l'Aisne      |
| 1928                                     | 1934    | Henri Défente                        |           | Maire de Crépy-en-Laonnois                                                                                  |
| 1934                                     | 1940    | Alfred-Fernand Thuillart (1872-1959) | SFIO      | Coiffeur, retraité des Chemins de fer du Nord, adjoint au maire de Laon                                     |
| 1940                                     |         |                                      |           | Les conseils d'arrondissement ont été suspendus par la loi du 12 octobre 1940 et n'ont jamais été réactivés |
| Les données manquantes sont à compléter. |         |                                      |           | |

## Composition
Le canton de Laon-Nord groupait 28 communes et compte 40 057 habitants (recensement de 2008 de la population municipale des 2 cantons de Laon).
| Nom                     | Code Insee | Intercommunalité       | Population (dernière pop. légale) |
| ----------------------- | ---------- | ---------------------- | --------------------------------- |
| Laon (chef-lieu)        | 02408      | CA du Pays de Laon     | 25 282 (2014)                     |
| Aulnois-sous-Laon       | 02037      | CA du Pays de Laon     | 1 429 (2014)                      |
| Arrancy                 | 02024      | CA du Pays de Laon     | 54 (2014)                         |
| Athies-sous-Laon        | 02028      | CA du Pays de Laon     | 2 607 (2014)                      |
| Besny-et-Loizy          | 02080      | CA du Pays de Laon     | 361 (2014)                        |
| Bièvres                 | 02088      | CA du Pays de Laon     | 72 (2014)                         |
| Bruyères-et-Montbérault | 02128      | CA du Pays de Laon     | 1 545 (2014)                      |
| Bucy-lès-Cerny          | 02132      | CA du Pays de Laon     | 213 (2014)                        |
| Cerny-lès-Bucy          | 02151      | CA du Pays de Laon     | 110 (2013)                        |
| Chambry                 | 02157      | CA du Pays de Laon     | 800 (2014)                        |
| Chérêt                  | 02177      | CA du Pays de Laon     | 137 (2014)                        |
| Chivy-lès-Étouvelles    | 02191      | CA du Pays de Laon     | 502 (2014)                        |
| Clacy-et-Thierret       | 02196      | CA du Pays de Laon     | 326 (2014)                        |
| Crépy                   | 02238      | CA du Pays de Laon     | 1 946 (2014)                      |
| Eppes                   | 02282      | CA du Pays de Laon     | 416 (2014)                        |
| Étouvelles              | 02294      | CA du Pays de Laon     | 213 (2014)                        |
| Festieux                | 02309      | CA du Pays de Laon     | 657 (2014)                        |
| Molinchart              | 02489      | CA du Pays de Laon     | 327 (2014)                        |
| Montchâlons             | 02501      | CA du Pays de Laon     | 60 (2014)                         |
| Nouvion-le-Vineux       | 02561      | CA du Pays de Laon     | 160 (2014)                        |
| Orgeval                 | 02573      | CA du Pays de Laon     | 67 (2014)                         |
| Parfondru               | 02587      | CA du Pays de Laon     | 358 (2014)                        |
| Ployart-et-Vaurseine    | 02609      | CC du Chemin des Dames | 22 (2014)                         |
| Presles-et-Thierny      | 02621      | CA du Pays de Laon     | 396 (2014)                        |
| Samoussy                | 02697      | CA du Pays de Laon     | 376 (2014)                        |
| Veslud                  | 02791      | CA du Pays de Laon     | 240 (2014)                        |
| Vivaise                 | 02821      | CA du Pays de Laon     | 737 (2014)                        |
| Vorges                  | 02824      | CA du Pays de Laon     | 374 (2014)                        |

## Démographie
| 1962   | 1968   | 1975   | 1982   | 1990   | 1999    | 2006   | 2008   |
| ------ | ------ | ------ | ------ | ------ | ------- | ------ | ------ |
| 34 630 | 36 279 | 37 577 | 38 483 | 39 159 | 39 365, | 40 121 | 40 057 |